# ウェブスター郡 (ウェストバージニア州)
ウェブスター郡（英: Webster County）は、アメリカ合衆国ウェストバージニア州の中央部に位置する郡である。2010年国勢調査での人口は9,154人であり、2000年の9,719人から5.8%減少した。郡庁所在地はウェブスタースプリングス町（人口776人）であり、同郡で人口最大の町でもある。ウェブスター郡は1860年に設立され、郡名は19世紀の政治家ダニエル・ウェブスターに因んで名付けられた。

## 地理
アメリカ合衆国国勢調査局に拠れば、郡域全面積は556平方マイル (1,440 km2)であり、このうち陸地554平方マイル (1,435 km2)、水域は2平方マイル (5 km2)で水域率は0.03%である。

### 主要高規格道路
- ウェストバージニア州道15号線
- ウェストバージニア州道20号線
- ウェストバージニア州道82号線

### 隣接する郡
- ルイス郡、アップシャー郡 - 北
- ランドルフ郡 - 東
- ポカホンタス郡 - 南東
- グリーンブライア郡 - 南
- ニコラス郡 - 南西
- ブラクストン郡 - 西

### 国立保護地域

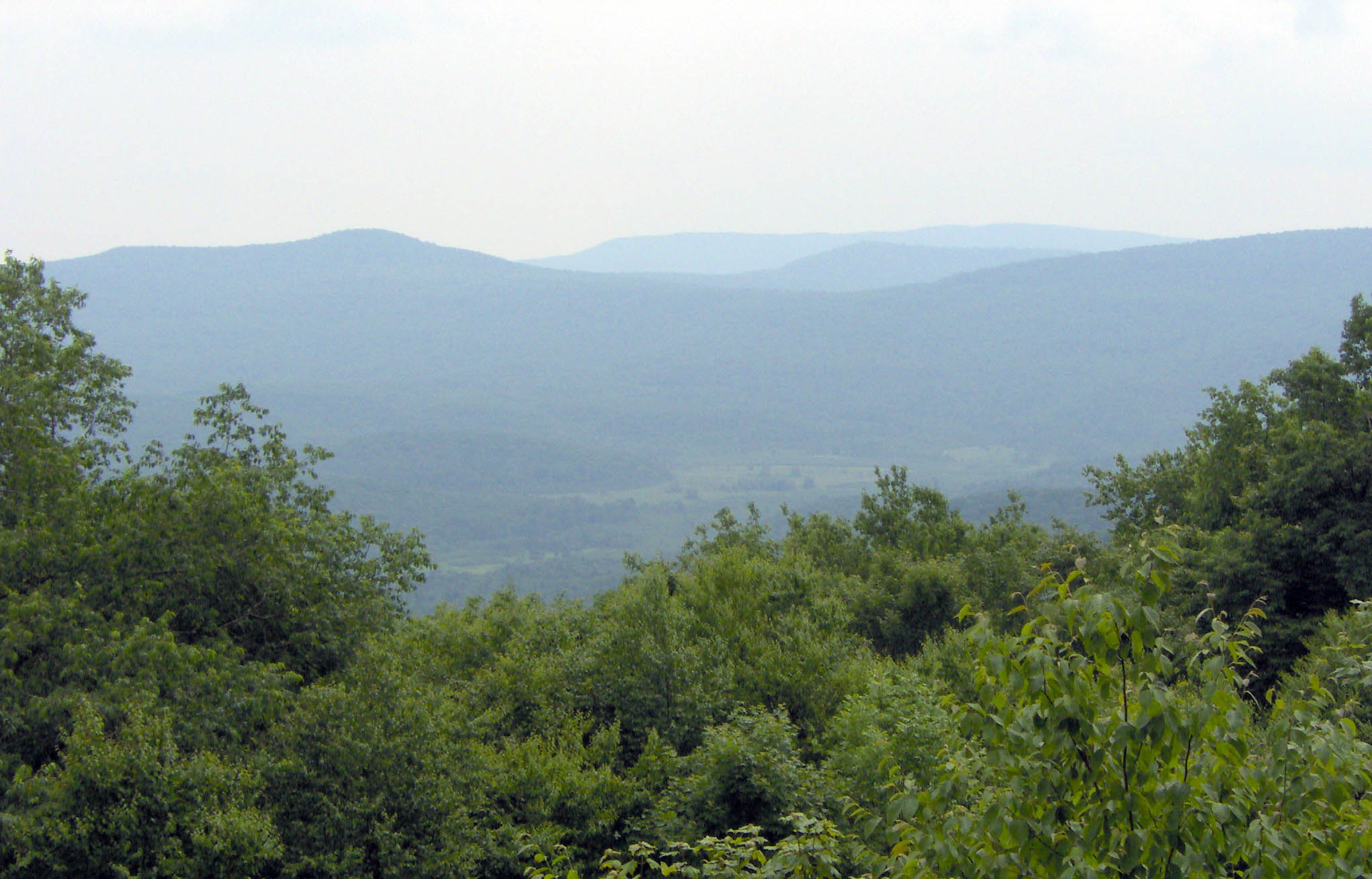
クランベリー原生地

- モノンガヘラ国立の森（部分）

## 人口動態
以下は2000年国勢調査による人口統計データである。
| 基礎データ - 人口: 9,719人 - 世帯数: 4,010 世帯 - 家族数: 2,815 家族 - 人口密度: 7人/km2（18人/mi2） - 住居数: 5,273軒 - 住居密度: 4軒/km2（10軒/mi2） 人種別人口構成 - 白人: 99.18% - アフリカン・アメリカン: 0.01% - ネイティブ・アメリカン: 0.07% - アジア人: 0.06% - 太平洋諸島系: 0.01% - その他の人種: 0.01% - 混血: 0.66% - ヒスパニック・ラテン系: 0.37% 年齢別人口構成 - 18歳未満: 23.0% - 18-24歳: 8.0% - 25-44歳: 26.7% - 45-64歳: 27.1% - 65歳以上: 15.2% - 年齢の中央値: 40歳 - 性比（女性100人あたり男性の人口） - 総人口: 96.9 - 18歳以上: 94.3 | 世帯と家族（対世帯数） - 18歳未満の子供がいる: 29.8% - 結婚・同居している夫婦: 55.4% - 未婚・離婚・死別女性が世帯主: 10.6% - 非家族世帯: 29.8% - 単身世帯: 26.5% - 65歳以上の老人1人暮らし: 12.4% - 平均構成人数 - 世帯: 2.41人 - 家族: 2.89人 収入と家計 - 収入の中央値 - 世帯: 21,055米ドル - 家族: 25,049米ドル - 性別 - 男性: 25,362米ドル - 女性: 15,381米ドル - 人口1人あたり収入: 12,284米ドル - 貧困線以下 - 対人口: 31.8% - 対家族数: 26.6% - 18歳未満: 45.4% - 65歳以上: 21.0% |

## 都市と町

### 法人化町
- ウェブスタースプリングス、公式にはアディソン町 - 郡庁所在地
- カムデン・オン・ゴーリー
- コーウェン

次のリストは郡内の未編入町であるが、これで全てではない。

### 未編入の町
| - バーグー - ビッグラン - ボッグス - ボレア - クリーブランド - カーティン - ダイアナ - ドナルドソン - ダイアー - アーベイコン | - エクセルシア - ゴーリーミルズ - ガーディアン - ハッカーバレー - ハロー - パーコール - リプリート - アッパーグレイド - ウィーラー |

## 政治
ウェブスター郡は、1972年を除き、1863年以降のアメリカ大統領選挙は全て民主党候補を支持してきた。1972年は共和党のリチャード・ニクソンが全国的に大勝した時であるが、ウェブスター郡の場合は民主党のジョージ・マクガヴァンとの差は1.0%に過ぎなかった。2012年の選挙では、共和党のミット・ロムニーが民主党のバラク・オバマに28%の大差を付けてウェブスター郡を制した。